# DS 3
DS 3 — городской автомобиль, ориентированный на молодёжь бренда DS Automobiles компании PSA Peugeot Citroën.

## Первое поколение

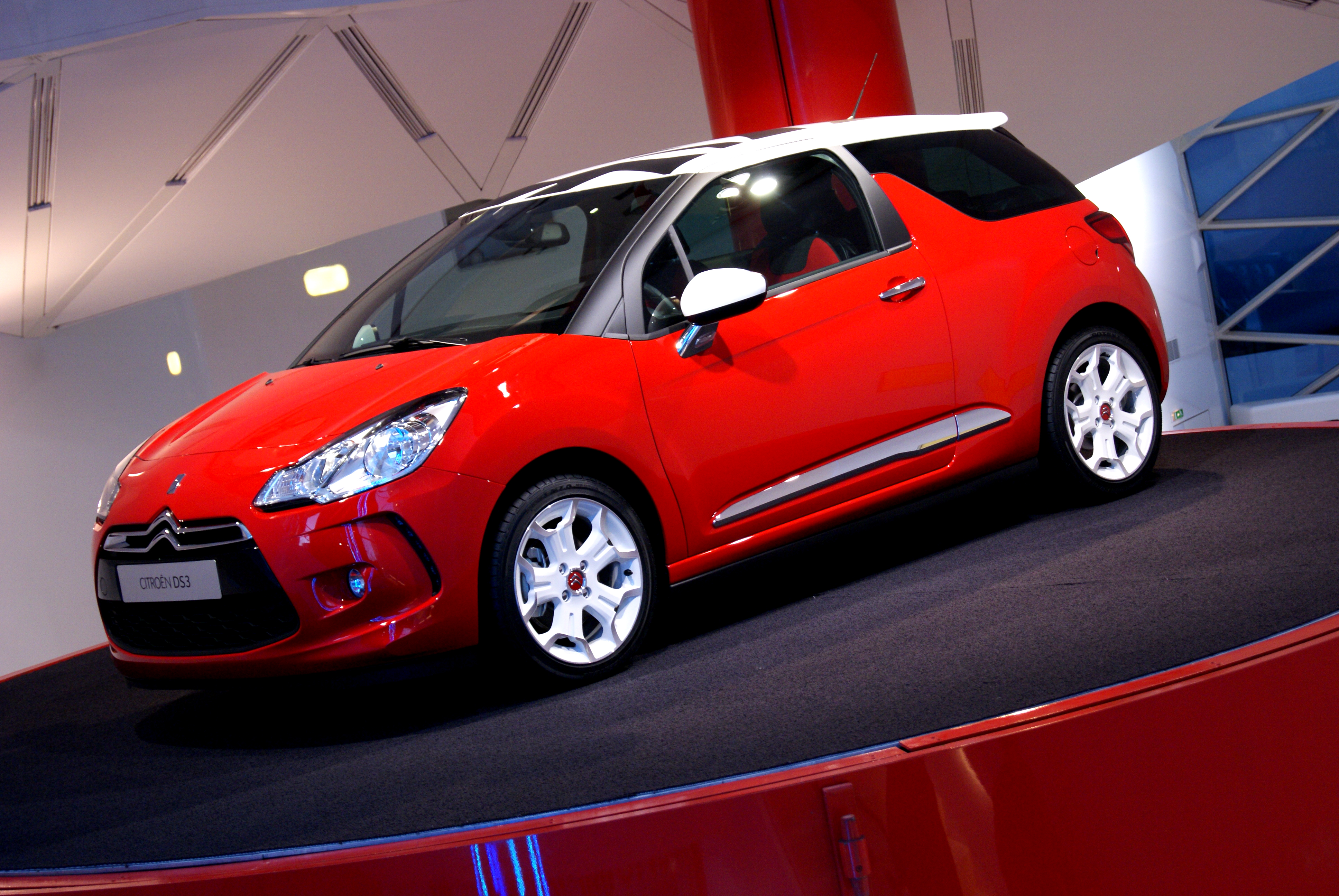
Первое поколение

Для привлечения данной покупательской аудитории опционально можно выбрать разную цветовую гамму для крыши (четыре варианта цвета) и самого кузова, доски приборной панели (шесть вариантов цвета) или же комплектацию JUST BLACK (только чёрная палитра, кузов матовый, а крыша — глянцевая), а также большой выбор аксессуаров, начиная от выбора рисунка на кузове и духов для салона, и заканчивая бортовым компьютером с мощной аудиосистемой. На выбор предлагается три бензиновых двигателя мощностью 95, 120 и 150 л.с. Самый маломощный оснащается АКПП. Подвеска — стойки McPherson спереди и скручивающаяся балка сзади.
Стандартная комплектация:
- пассивная безопасность обеспечивается 6-ю подушками: боковых стоек, центральной панели и шторки безопасности для пассажира и водителя;
- активная состоит из ABS с EBD и ЕBA.

С конца 2014 года автомобиль продаётся под именем DS 3. В 2016 году автомобиль был обновлён.

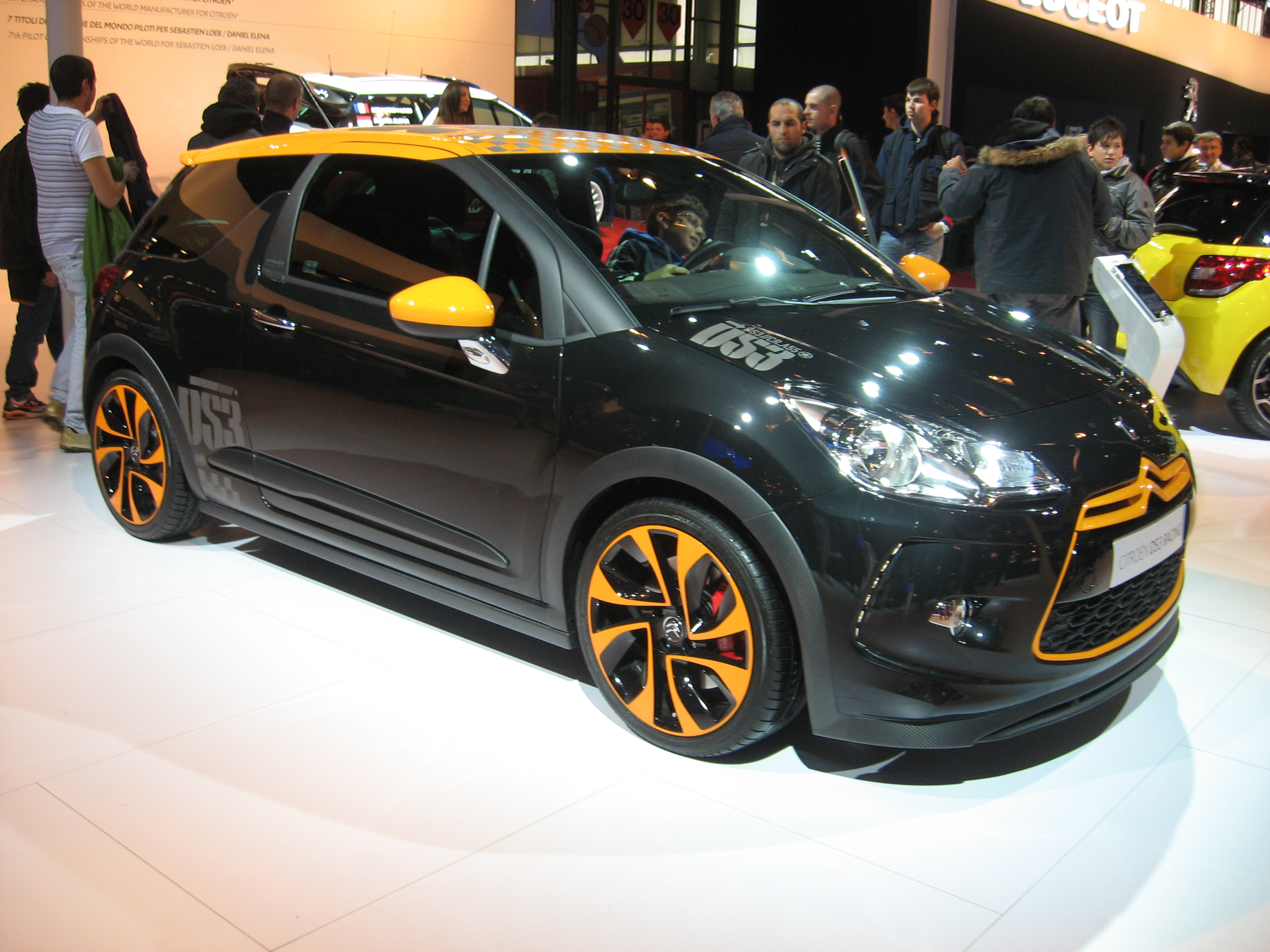
Премьерный показ Citroën DS3 Racing.

### Citroën DS3 Racing
DS 3 Racing (Limited Edition) — ограниченная 1000 экземплярами версия DS 3. Премьерный показ состоялся на женевском автосалоне в 2010 году.
Отличается:
- эффектным дизайном (цветовая палитра: серый с карбоновыми и оранжевыми вставками, легкосплавные 18-дюймовые диски),
- доводкой турбодвигателя 1,6 VTi
- более жёсткой и «низкой» подвеской, расширенной колеёй колёс на 30 мм, возможностью полностью отключить ESP[4] и, соответственно, более высокой ценой (данные неизвестны).

## Безопасность
| Euro NCAP                                                             | Euro NCAP | Euro NCAP | Euro NCAP             |
| --------------------------------------------------------------------- | --------- | --------- | --------------------- |
| · общий рейтинг                                                       |           |           |                       |
| 87%                                                                   | 71%       | 35%       | 83%                   |
| взрослый пассажир                                                     | ребёнок   | пешеход   | активная безопасность |
| Протестированная модель: DS3, 1,4 бензиновый, 3-дв хетчбэк LHD (2009) |           |           |                       |

## Citroën DS3 WRC

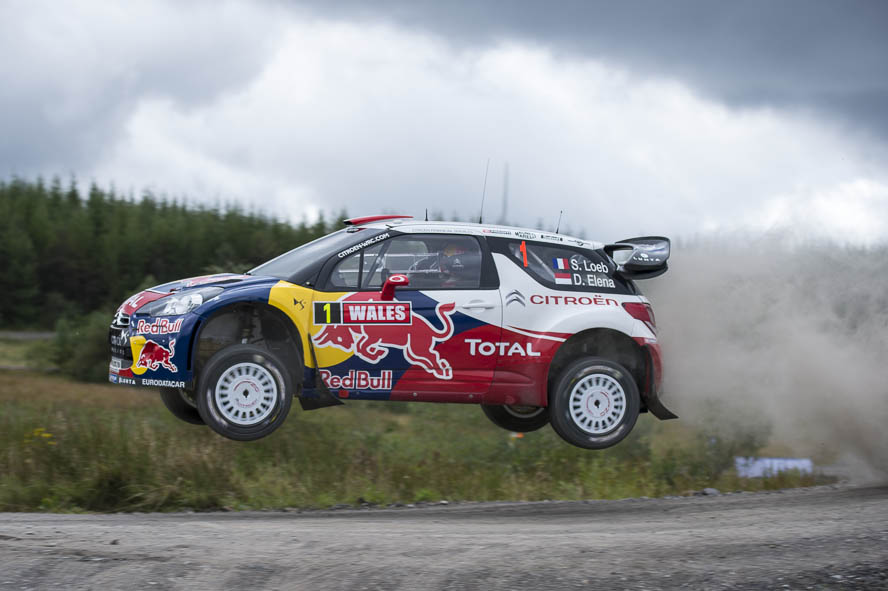
Citroën DS3 WRC на раллийной трассе, 2012 год

Citroën DS3 WRC — раллийная версия DS3, основная машина заводской команды Citroën Racing и полузаводских команд в чемпионатах мира по ралли сезонов 2011—2016  годов. По официальным данным, изначально 1,6-литровый турбодвигатель выдавал 300 л.с. мощности и крутящий момент 350 Нм. На автомобиле было выиграно 26 этапов мирового первенства и одержано 390 побед на его спецучастках. Команда в двух сезонах подряд, 2011 и 2012 года, смогла победить в Зачёте марок, а её ведущий пилот, француз Себастьян Лёб, дважды становился чемпионом мира в личном зачёте. По окончании турнира модель продолжили использовать частные команды в ралли и ралли-кроссе.
В 2014 и 2015 годах норвежец Петтер Сольберг дважды стал чемпионом мира по ралли-кроссу на частном Citroën DS3 RX, переделанном из DS3 WRC. В частности на его машине стоял продольно (в отличие от поперечного расположения у заводской модели) 2-литровый турбодвигатель мощностью около 600 л.с.
Citroën DS3 WRC был назван авторитетным британским журналом Autosport лучшим раллийным автомобилем мира 2012 года. 

## Второе поколение
Второе поколение DS 3 было впервые представлено 13 сентября 2018 года, а публичная премьера состоится на 88-м Парижском автосалоне в октябре 2018 года. Несмотря на сохранение некоторых ключевых элементов дизайна предыдущего поколения, таких как плавающая крыша и частичная средняя стойка его кузов стал 5-дверным кроссовером-внедорожником, а модель сменила название на DS 3 Crossback.  Внедорожник является первым автомобилем DS на платформе PSA EMP1, используемой совместно с Peugeot 208. В число силовых агрегатов входят бензиновые и дизельные двигатели, а также электрическая версия.
Также продается полностью электрическая версия, известная как «E-Tense».  В январе 2020 года ежемесячные продажи электрической версии составили более 700 единиц.

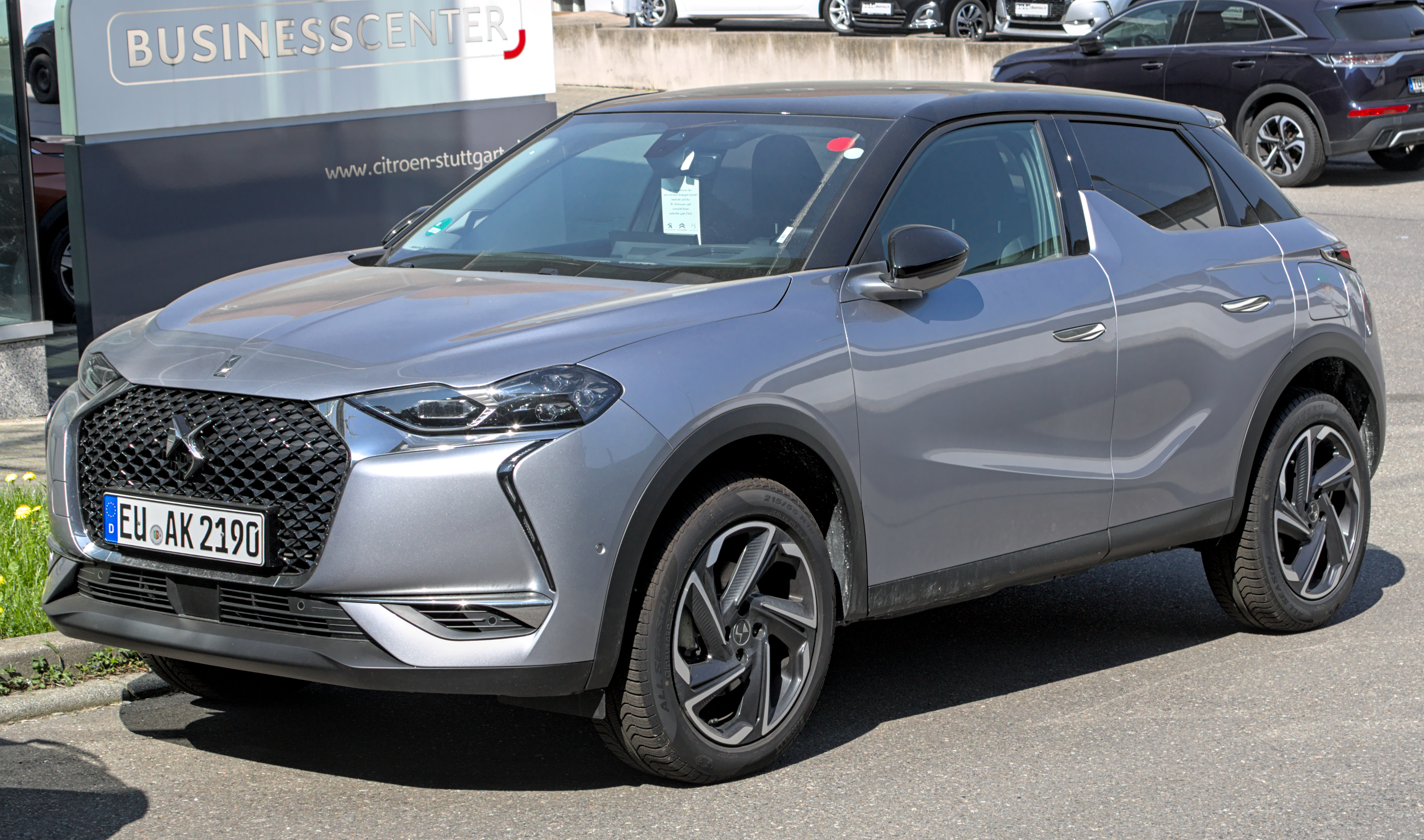
Вид спереди
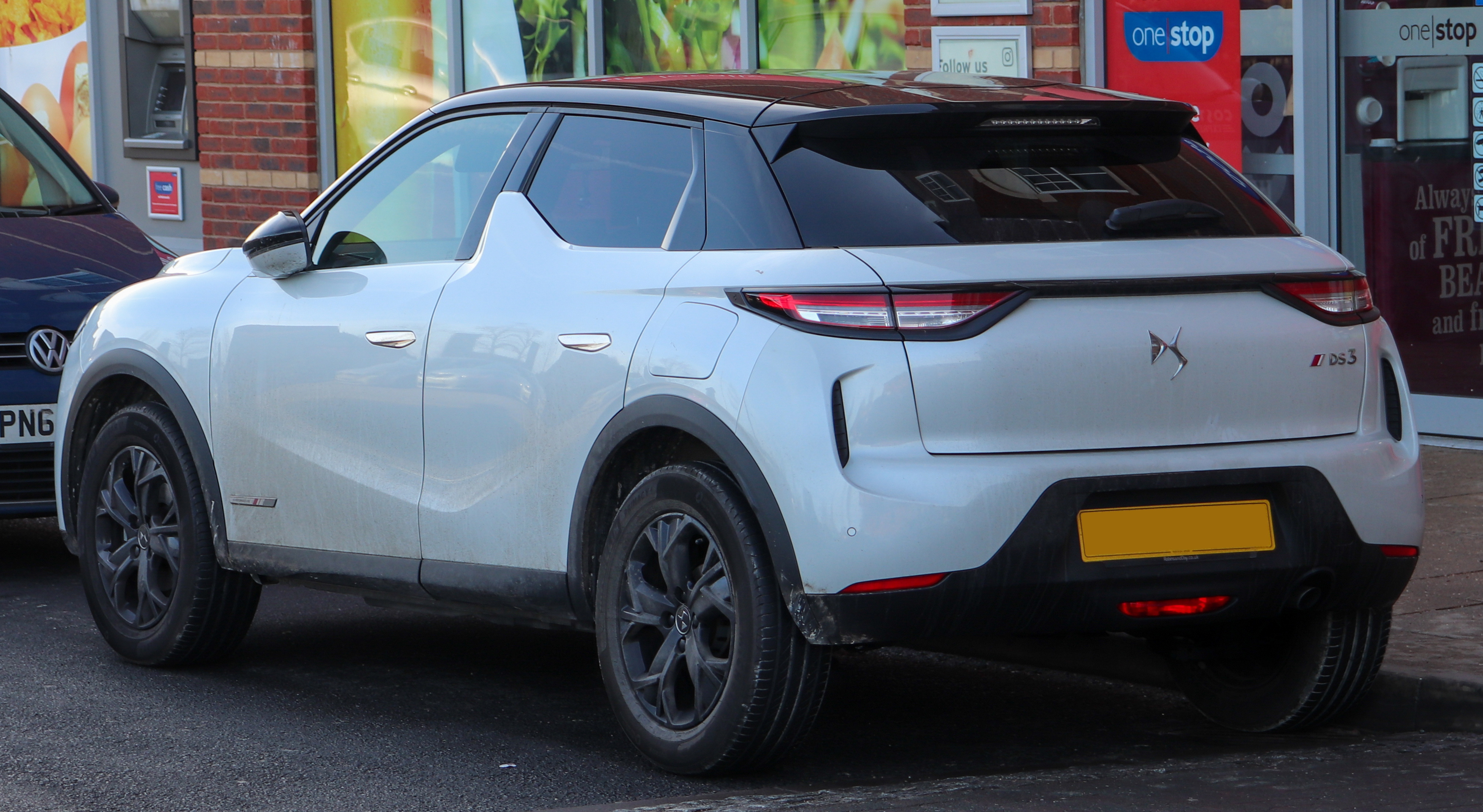
Вид сзади
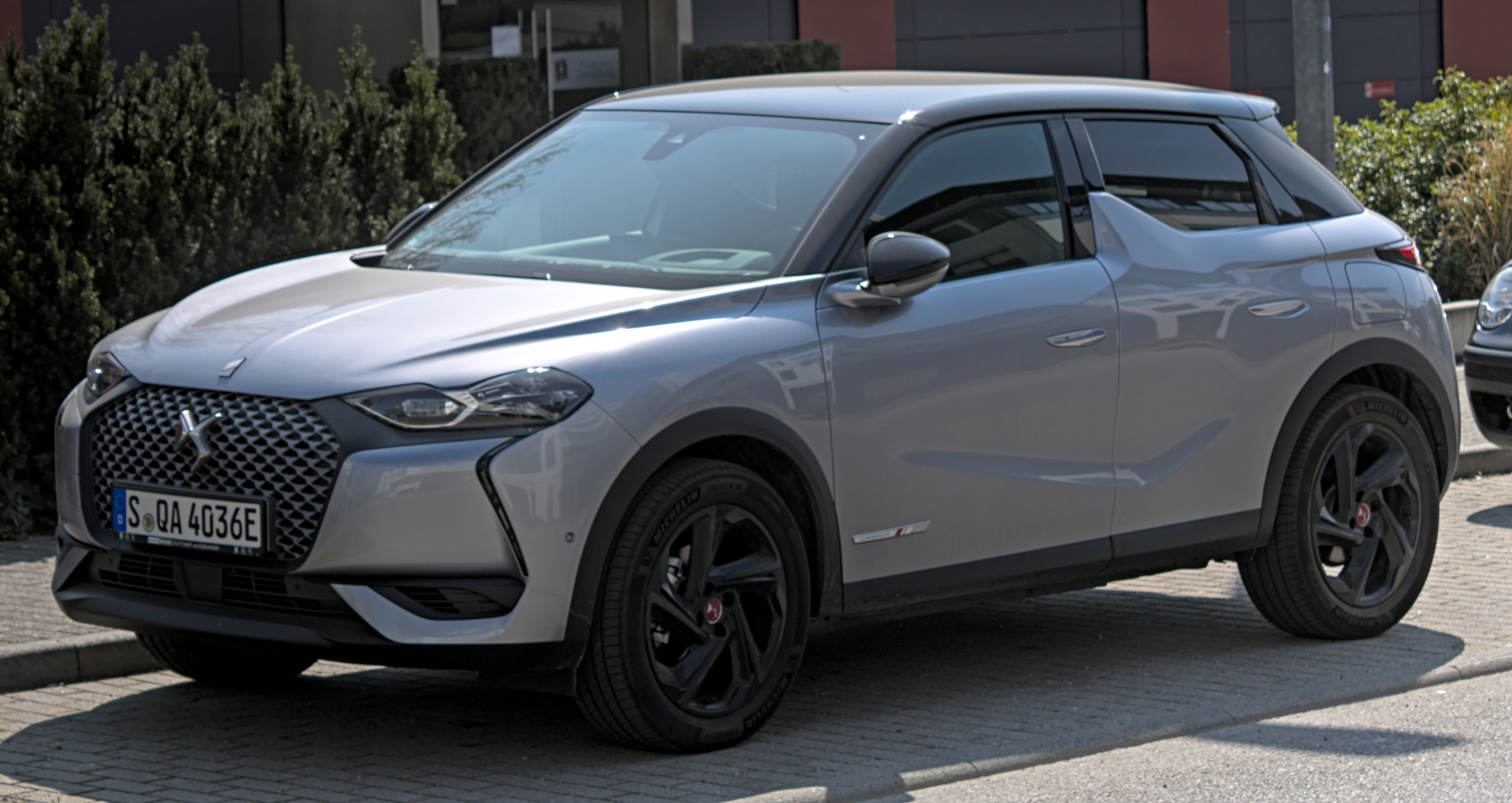
DS 3 Crossback E-Tense
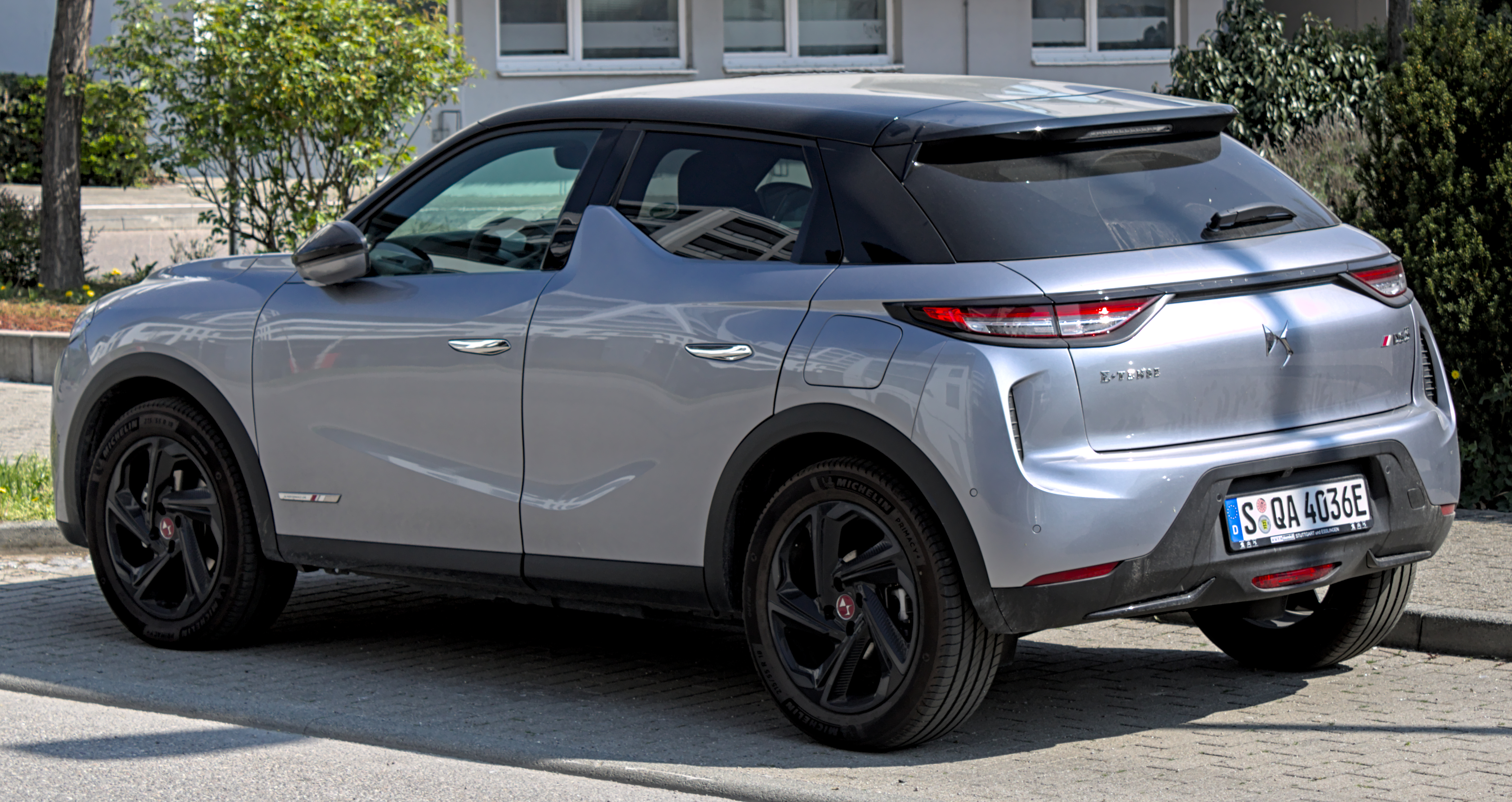
Вид сзади
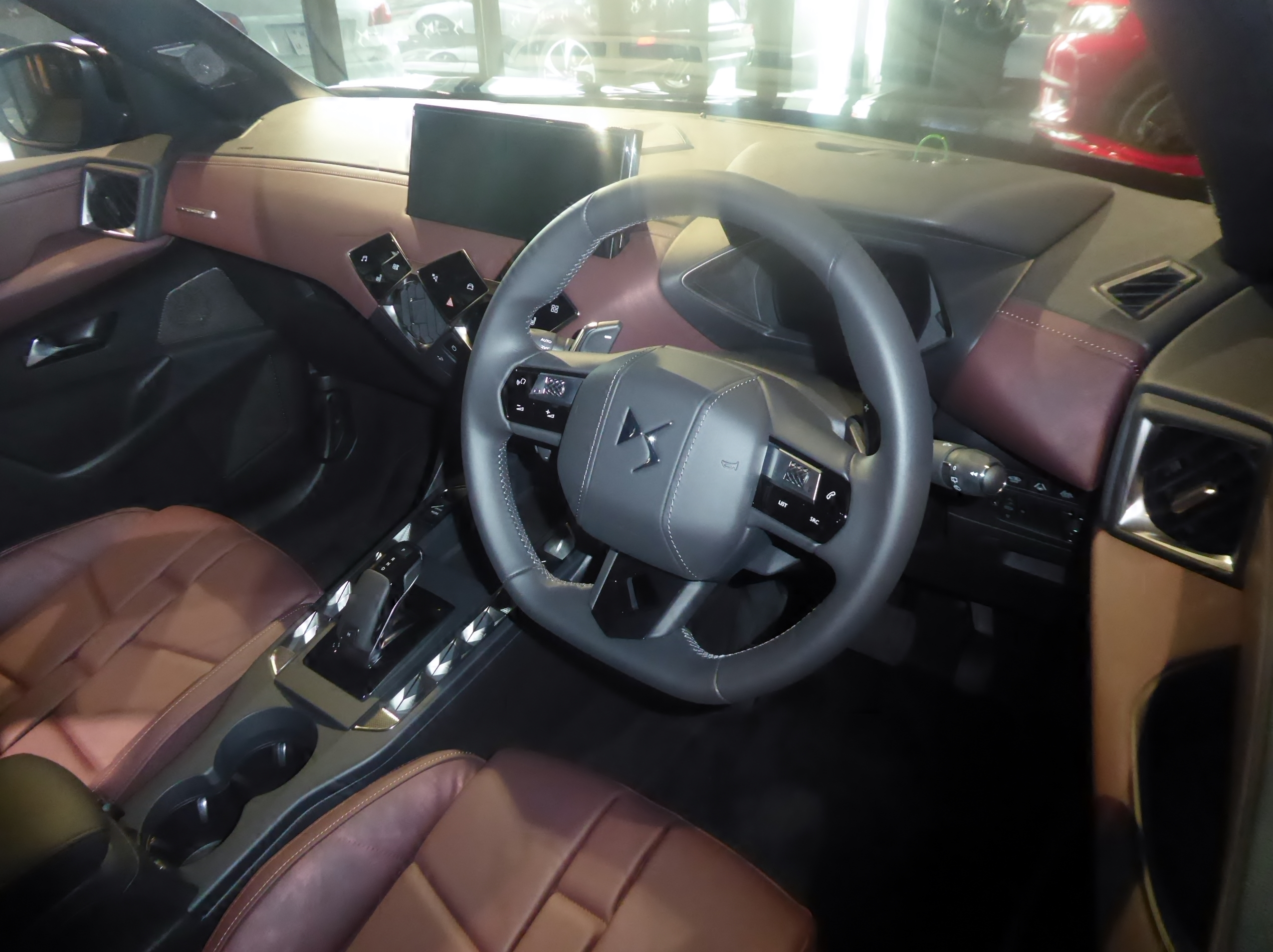
Интерьер